# Kaisergans

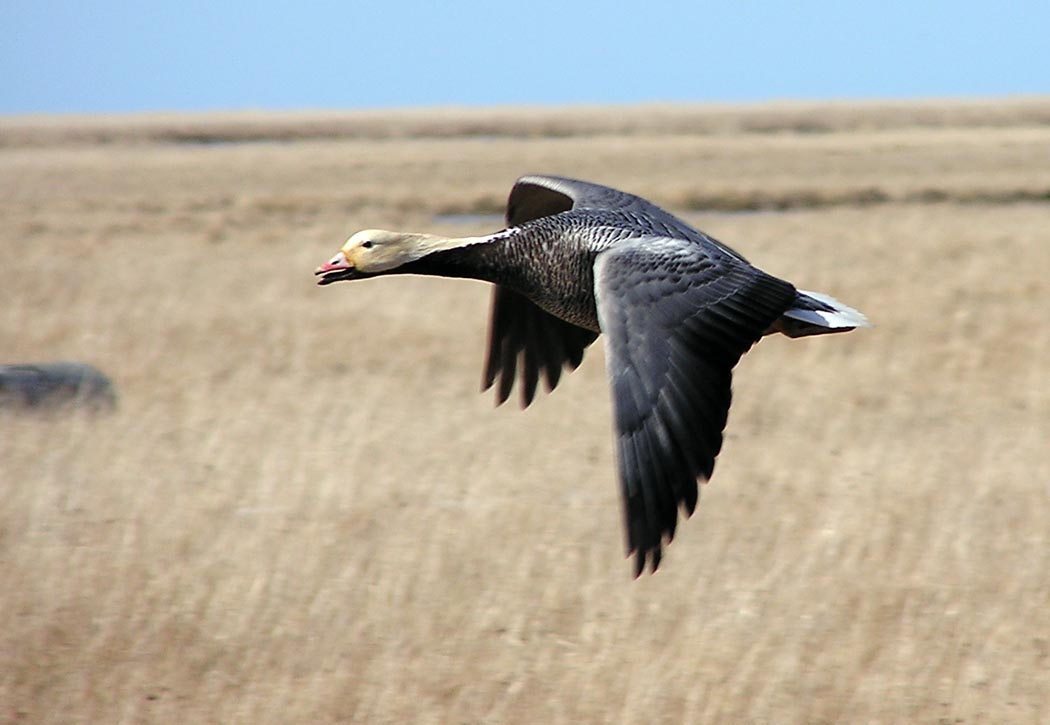
Fliegende Kaisergans

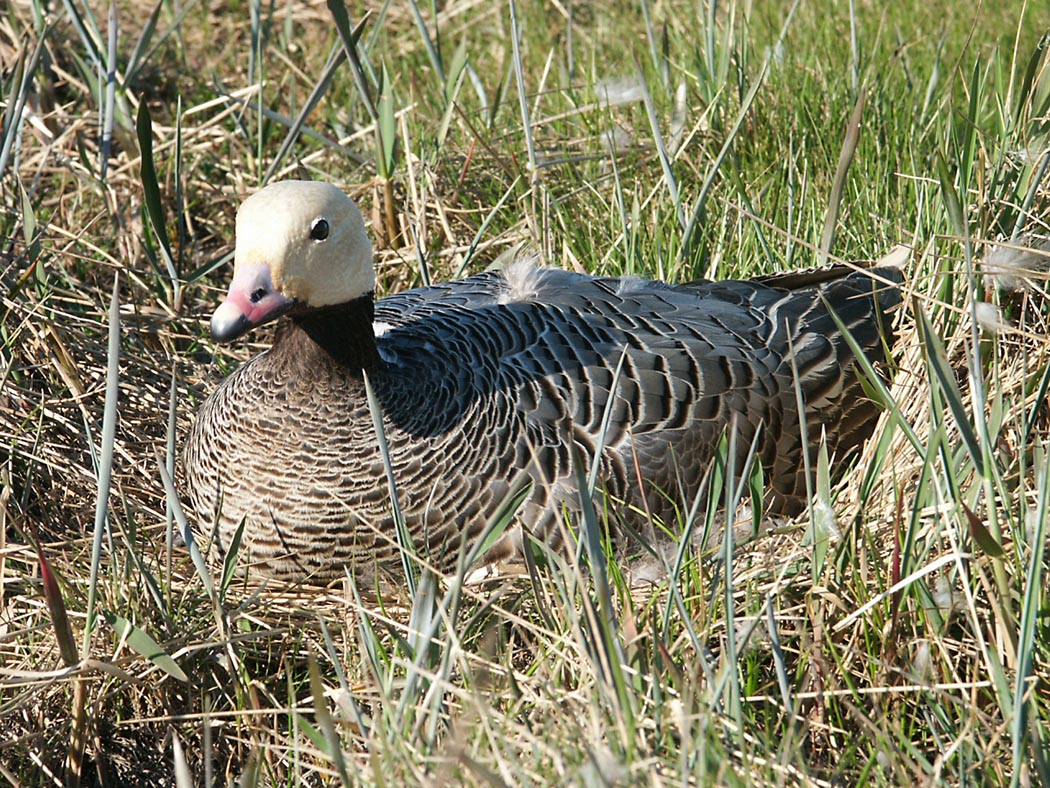
Brütende Kaisergans

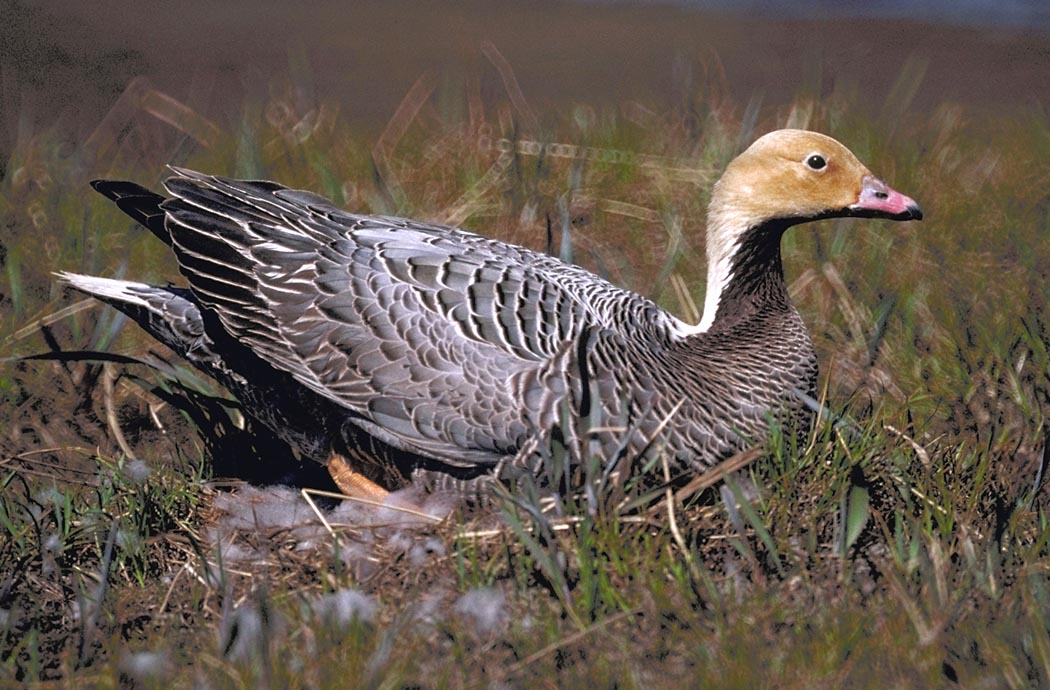
Brütende Kaisergans. Die Färbung des Kopfes ist uncharakteristisch.

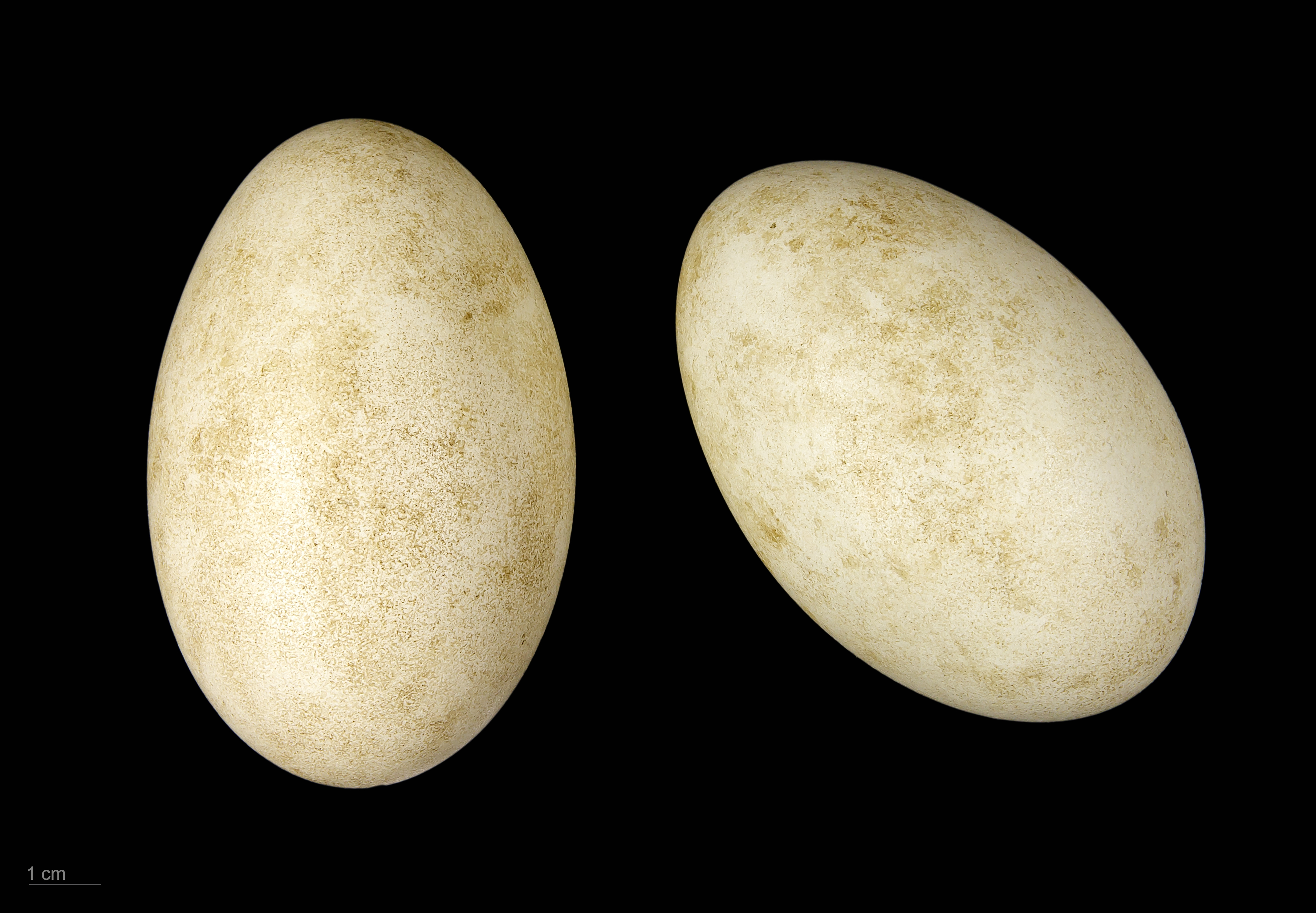
Anser canagicus

Die Kaisergans (Anser canagicus) ist eine Art der Gattung Feldgänse (Anser) in der Familie der Entenvögel (Anatidae). Der Hauptteil der Population brütet im Yukon-Distrikt in Alaska. Ein kleinerer Populationsanteil findet sich im Nordosten Sibiriens. Sie unterscheidet sich von anderen Gänsearten durch ihre enge Bindung an die Meeresküste, wo sie brütet und sowohl im Sommer als auch im Winter Nahrung sucht. Anders als viele andere arktische Gänse brütet sie nicht in Kolonien, sondern verteidigt ihr Revier energisch gegen Artgenossen und andere Vogelarten.

## Merkmale
Die Kaisergans wirkt gedrungener als andere Feldgänse-Arten. Ihre Körperlänge beträgt im Durchschnitt 66 Zentimeter. Die Beine sind relativ kurz. Sie hat einen weißen Kopf und ein gesperbertes Gefieder. Beide Geschlechter sehen gleich aus. Die Männchen sind allerdings meist etwas größer als die Weibchen. Beide Geschlechter wiegen etwa 2,8 Kilogramm. In menschlicher Obhut gehaltene Kaisergänse können allerdings deutlich schwerer werden, da sie wegen des guten Futterangebotes zu Depotfettbildung neigen.
Im Jugendkleid weisen Kaisergänse noch ein graues Mantelgefieder aus, das braun übertönt ist. Kopf und Hals sind durchweg schwarzgrau. Der Schnabel ist noch schwarz, während die Füße olivgrau sind. 
Im 1. Jahreskleid gleichen die noch nicht geschlechtsreifen Gänse den Altvögeln. Allerdings ist die weiße Kopf- und Halspartie noch von einzelnen dunklen Federn durchzogen. Die Flügel weisen gleichfalls noch einzelne, noch nicht vermauserte Federn auf, die bräunlich sind. Schnabel und Füße sind zu diesem Zeitpunkt jedoch schon so gefärbt wie bei den Alttieren.
Die Vollmauser setzt ein, nachdem die Jungen geschlüpft ist. Sie dauert etwa einen Monat. Flugfähig sind sowohl die adulten Kaisergänse als auch die Junggänse etwa Ende Juli bis Anfang August.

## Verbreitung und Lebensraum
Die Kaisergans kommt von Nordsibirien bis zum Nordwesten Alaskas und auf den vorgelagerten Inseln des Nord- und Beringmeeres vor. Sie bevorzugt die Deltaregionen der Flusssysteme und brütet entlang der Küstenlinie. Brutplätze finden sich auch an küstennahen Binnenseen. 

## Lebensweise
Die Vögel kehren erst in der zweiten Maihälfte – am Eismeer erst im Juni – an ihre Brutplätze zurück. Die Paare benötigen ein großes Brutrevier. Damit unterscheiden sie sich von einer Reihe anderer arktischer Gänse, die in Kolonien brüten. Das Brutrevier wird insbesondere vom Ganter heftig verteidigt.  
Das Nest wird gewöhnlich an der höchsten Flutlinie zwischen angespültem Tang und Treibholz angelegt. Die Nester sind kunstlos aus trockenen Pflanzenteilen gebaut. Die Nester sind gut getarnt, da sie sich nicht über den Erdboden erheben. Brütende Kaisergänse haben außerdem die Angewohnheit, sich bei Gefahr mit ausgestrecktem Hals flach auf den Boden zu legen. Die vier bis sieben weißmatten Eier werden gewöhnlich Anfang Juni gelegt und 25 Tage bebrütet. Mit dem Beginn der Brut lockert sich die Paarbindung. Die Ganter bilden in dieser Zeit Trupps und halten sich abgesondert von den brütenden Weibchen an der Uferzone auf. Pro Gelege werden meist nur zwei bis drei Jungtiere flügge. Ihre Geschlechtsreife erreichen Jungvögel frühestens gegen Ende des 2. Lebensjahres, in der Regel aber erst im 3. Lebensjahr. 
Die Brutplätze werden gewöhnlich gegen Ende September und mitunter sogar erst im Oktober wieder verlassen.
Die Nahrung besteht zumindest für die Küstenpopulation überwiegend aus Weichtieren, Krustentieren, Ringelwürmern und andere Kleinlebewesen. Gräser, vorwiegend Seggen wie Carex stans werden von diesen Populationen nur in kleinen Maßen geäst. Auch bei Populationen, die in der Moortundra brüten, spielt die pflanzliche Ernährung nur eine geringe Rolle.

## Bestandsentwicklung
Der Bestand beträgt 150.000 bis 200.000 Individuen.

## Kaisergänse und Mensch
Während der Zeit, in der die Kaisergänse flugunfähig sind, sind sie für den Menschen eine verhältnismäßig leichte Beute. Die Kaisergans spielt in der Ernährung der indigenen Völker ihres Lebensraumes deswegen eine Rolle. Ihrem Fleisch soll ein scharfer knoblauchartiger Geruch anhaften. Dies ist vermutlich auf ihre Ernährungsweise zurückzuführen.